# Ringgold Knoll
Der Ringgold Knoll ist ein Berg an der Oates-Küste des ostantarktischen Viktorialands. Er ragt 15 km südlich des Archer Point an der Ostflanke des Matussewitsch-Gletschers auf.
Am 16. Januar 1840 sichtete Lieutenant Commander Cadwalader Ringgold (1802–1867) vom Forschungsschiff Porpoise während der vom Polarforscher Charles Wilkes geleiteten United States Exploring Expedition (1838–1842) einen großen und dunklen Berg in diesem Gebiet. Wilkes benannte ihn als Ringgold’s Knoll. Der australische Polarforscher Phillip Law konnte diesen Berg anhand der von Wilkes angegebenen Position bei seinen Erkundungsarbeiten im Rahmen der Australian National Antarctic Research Expeditions im Jahr 1959 nicht identifizieren. Aus Gründen der Benennungskontinuität übertrug er Wilkes’ Benennung in leicht abgewandelter Form auf den hier beschriebenen Berg.